# 狮子间歇泉
狮子间歇泉（英語：Lion Geyser）是一個位于美國黃石國家公園上間歇泉盆地的圓錐型间歇泉，它位於間歇泉山上。該間歇泉中的泉水噴出時的聲音像獅子的咆哮聲，因此被命名為狮子间歇泉。在主要噴發時段，其水柱高度可達27米（90英尺），噴發時間約持續1至7分鐘，并伴隨著大量的水汽。
- 在1967年獅子间歇泉噴發
- 獅子间歇泉後面為一個溫泉